# Пужмезь
Пужме́зь — деревня в Кезском районе Удмуртской республики.

## География
Находится в северо-восточной части Удмуртии на расстоянии приблизительно 8 км на запад-северо-запад по прямой от районного центра поселка Кез.

## История
Известна с 1860 года как вновь организуемое село при строящейся церкви. Знаменско-Богородицкая церковь была построена в 1862 году (закрыта в 1941). В 1873 году здесь было учтено 15 дворов, в 1905 — 55, в 1920 — 68 (12 русских и 55 удмуртских), в 1924 — 54. С 1965 года деревня. До 2021 года входила в состав Ключевского сельского поселения.

## Население
Постоянное население составляло 192 человека (1873 год), 476 (1905), 463 (1920), 359 (1924), 355 человек в 2002 году (удмурты 93 %), 317 в 2012.